# Élections législatives de 1981 dans la Sarthe
Les élections législatives françaises de 1981 dans la Sarthe se déroulent les 14 et 21 juin 1981.

## Élus
| Circonscription | Député sortant                           | Parti | Parti    | Député élu ou réélu | Parti | Parti |
| --------------- | ---------------------------------------- | ----- | -------- | ------------------- | ----- | ----- |
| 1re             | Gérard Chasseguet                        |       | RPR      | Gérard Chasseguet   |       | RPR   |
| 2e              | Daniel Boulay                            |       | PCF      | Raymond Douyère     |       | PS    |
| 3e              | Bertrand de Maigret                      |       | UDF (PR) | Guy-Michel Chauveau |       | PS    |
| 4e              | René Pailler suppléant de Joël Le Theule |       | RPR      | François Fillon     |       | RPR   |
| 5e              | Pierre Gascher                           |       | RPR      | Pierre Gascher      |       | RPR   |

## Positionnement des partis
Le Parti socialiste, au nom de la nouvelle majorité présidentielle, et le Parti communiste français, sous l'appellation « majorité d'union de la gauche », se présentent dans les cinq circonscriptions sarthoises. Les socialistes investissent Jean-Claude Boulard, conseiller général de Ballon, Raymond Douyère, maire de Bouloire, Guy-Michel Chauveau, premier secrétaire fédéral du PS, Jacques Jusforgues, conseiller général du Mans-Nord-Ouest et adjoint au maire du Mans, et Joseph Frapard, tandis que les communistes soutiennent Henry Lelièvre, adjoint au maire du Mans, Daniel Boulay, député sortant, conseiller régional et adjoint au maire du Mans, Vincent Martin, adjoint au maire d'Arnage, Yvon Luby, conseiller général du Mans-Sud-Ouest et maire d'Allonnes, et Bernard Cosnard.
Il en est de même avec l'Union pour la nouvelle majorité (UNM), alliance électorale réunissant les partis membres de la majorité sortante, qui soutient des candidats dans l'ensemble des circonscriptions, dont les trois députés sortants Gérard Chasseguet (RPR, Le Mans - Sillé-le-Guillaume), Bertrand de Maigret (UDF-PR, La Flèche - Château-du-Loir) et Pierre Gascher (RPR, Mamers - La Ferté-Bernard). Dans la 2e circonscription, détenue par la gauche, l'UNM investit le CDS Jean-Paul Angevin et dans la 4e, elle désigne François Fillon qui remplace René Pailler devenu député au décès de Joël Le Theule en décembre 1980. On compte par ailleurs un candidat « chiraquien » classé divers droite, Philippe Leblanc, dans la circonscription du Mans - Saint-Calais (2e) et un du Centre national des indépendants et paysans, Gérard Hamelin, dans celle du Mans - Sillé-le-Guillaume (1re).
Enfin, sous l'étiquette « Alternative 81 », le Parti socialiste unifié présente deux candidats dans les 1re et 4e circonscription, Lutte ouvrière en compte un à Sablé-sur-Sarthe et les Comités communistes pour l'autogestion (CCA) sont présents dans les 4e et 5e circonscription.

## Résultats

### Résultats à l'échelle du département
| Parti                                       | Parti                                       | Premier tour | Premier tour | Second tour | Second tour | Sièges |
| Parti                                       | Parti                                       | Voix         | %            | Voix        | %           | Sièges |
| ------------------------------------------- | ------------------------------------------- | ------------ | ------------ | ----------- | ----------- | ------ |
|                                             | Parti socialiste                            | 88 201       | 35,99        | 89 219      | 54,66       | 2      |
|                                             | Parti communiste français                   | 38 489       | 15,70        | Retrait     | Retrait     | 0      |
|                                             | Mouvement des radicaux de gauche            | 716          | 0,29         |             |             | 0      |
|                                             | Majorité présidentielle                     | 127 406      | 51,99        | 89 219      | 54,66       | 2      |
|                                             |                                             |              |              |             |             |        |
|                                             | Rassemblement pour la République            | 70 559       | 28,79        | 24 967      | 15,30       | 3      |
|                                             | Union pour la démocratie française          | 40 339       | 16,46        | 49 025      | 30,04       | 0      |
|                                             | Divers droite                               | 3 132        | 1,28         |             |             | 0      |
|                                             | Centre national des indépendants et paysans | 1 972        | 0,80         | 0           |             |        |
|                                             | Union pour la nouvelle majorité             | 116 002      | 47,34        | 73 992      | 45,33       | 3      |
|                                             |                                             |              |              |             |             |        |
|                                             | Parti socialiste unifié                     | 1 035        | 0,42         |             |             | 0      |
|                                             | Extrême gauche (dont LO)                    | 619          | 0,25         | 0           |             |        |
|                                             |                                             |              |              |             |             |        |
| Inscrits                                    | Inscrits                                    | 346 100      | 100,00       | 216 370     | 100,00      | 5      |
| Abstentions                                 | Abstentions                                 | 97 436       | 28,15        | 50 254      | 23,23       |        |
| Votants                                     | Votants                                     | 248 664      | 71,85        | 166 116     | 76,77       |        |
| Blancs et nuls                              | Blancs et nuls                              | 3 602        | 1,45         | 2 905       | 1,75        |        |
| Exprimés                                    | Exprimés                                    | 245 062      | 98,55        | 163 211     | 98,25       |        |
| Source : Ouest-France (archives du journal) |                                             |              |              |             |             |        |

### Résultats par circonscription

#### Première circonscription (Le Mans - Fresnay-sur-Sarthe)
| Candidat       | Candidat                        | Parti          | Premier tour | Premier tour | Second tour | Second tour |  |
| Candidat       | Candidat                        | Parti          | Voix         | %            | Voix        | %           |  |
| -------------- | ------------------------------- | -------------- | ------------ | ------------ | ----------- | ----------- |  |
|                | Gérard Chasseguet sortant réélu | RPR (UNM)      | 21 484       | 46,66        | 24 967      | 50,17       |  |
|                | Jean-Claude Boulard             | PS             | 18 523       | 40,23        | 24 796      | 49,83       |  |
|                | Henry Lelièvre                  | PCF            | 3 554        | 7,72         |             |             |  |
|                | Gérard Hamelin                  | CNIP           | 1 972        | 4,28         |             |             |  |
|                | Jocelyne Fouqueray              | PSU            | 507          | 1,10         |             |             |  |
|                |                                 |                |              |              |             |             |  |
| Inscrits       | Inscrits                        | Inscrits       | 65 830       | 100,00       | 65 814      | 100,00      |  |
| Abstentions    | Abstentions                     | Abstentions    | 19 164       | 29,11        | 15 370      | 23,35       |  |
| Votants        | Votants                         | Votants        | 46 666       | 70,89        | 50 444      | 76,65       |  |
| Blancs et nuls | Blancs et nuls                  | Blancs et nuls | 626          | 1,34         | 681         | 1,35        |  |
| Exprimés       | Exprimés                        | Exprimés       | 46 040       | 98,66        | 49 763      | 98,65       |  |

#### Deuxième circonscription (Le Mans - Saint-Calais)
| Candidat       | Candidat              | Parti          | Premier tour | Premier tour | Second tour | Second tour |  |
| Candidat       | Candidat              | Parti          | Voix         | %            | Voix        | %           |  |
| -------------- | --------------------- | -------------- | ------------ | ------------ | ----------- | ----------- |  |
|                | Raymond Douyère élu   | PS             | 19 294       | 33,92        | 37 482      | 62,46       |  |
|                | Daniel Boulay sortant | PCF            | 18 263       | 32,10        | Retrait     | Retrait     |  |
|                | Jean-Paul Angevin     | UDF (CDS)      | 16 197       | 28,47        | 22 525      | 37,54       |  |
|                | Philippe Leblanc      | Divers droite  | 3 132        | 5,51         |             |             |  |
|                |                       |                |              |              |             |             |  |
| Inscrits       | Inscrits              | Inscrits       | 84 611       | 100,00       | 84 632      | 100,00      |  |
| Abstentions    | Abstentions           | Abstentions    | 26 714       | 31,57        | 23 115      | 27,31       |  |
| Votants        | Votants               | Votants        | 57 897       | 68,43        | 61 517      | 72,69       |  |
| Blancs et nuls | Blancs et nuls        | Blancs et nuls | 1 011        | 1,75         | 1 510       | 2,45        |  |
| Exprimés       | Exprimés              | Exprimés       | 56 886       | 98,25        | 60 007      | 97,55       |  |

#### Troisième circonscription (La Flèche)
| Candidat       | Candidat                    | Parti          | Premier tour | Premier tour | Second tour | Second tour |  |
| Candidat       | Candidat                    | Parti          | Voix         | %            | Voix        | %           |  |
| -------------- | --------------------------- | -------------- | ------------ | ------------ | ----------- | ----------- |  |
|                | Bertrand de Maigret sortant | UDF (PR)       | 24 142       | 49,56        | 26 500      | 49,59       |  |
|                | Guy-Michel Chauveau élu     | PS             | 19 359       | 39,74        | 26 941      | 50,41       |  |
|                | Vincent Martin              | PCF            | 5 210        | 10,70        |             |             |  |
|                |                             |                |              |              |             |             |  |
| Inscrits       | Inscrits                    | Inscrits       | 65 933       | 100,00       | 65 924      | 100,00      |  |
| Abstentions    | Abstentions                 | Abstentions    | 16 499       | 25,02        | 11 769      | 17,85       |  |
| Votants        | Votants                     | Votants        | 49 434       | 74,98        | 54 155      | 82,15       |  |
| Blancs et nuls | Blancs et nuls              | Blancs et nuls | 723          | 1,46         | 714         | 1,32        |  |
| Exprimés       | Exprimés                    | Exprimés       | 48 711       | 98,54        | 53 441      | 98,68       |  |

#### Quatrième circonscription (Le Mans - Sablé-sur-Sarthe)
|                | François Fillon élu    | RPR (UNM)      | 26 863 | 50,14  |  |  |  |
|                | Jacques Jusforgues     | PS             | 17 499 | 32,65  |  |  |  |
|                | Yvon Luby              | PCF            | 8 084  | 15,09  |  |  |  |
|                | François Garcia        | LO             | 612    | 1,14   |  |  |  |
|                | Roselyne Brossard      | PSU            | 528    | 0,99   |  |  |  |
|                | Marie-Thérèse Chausset | CCA            | 3      | 0,01   |  |  |  |
|                |                        |                |        |        |  |  |  |
| Inscrits       | Inscrits               | Inscrits       | 75 145 | 100,00 |  |  |  |
| Abstentions    | Abstentions            | Abstentions    | 20 928 | 27,85  |  |  |  |
| Votants        | Votants                | Votants        | 54 217 | 72,15  |  |  |  |
| Blancs et nuls | Blancs et nuls         | Blancs et nuls | 628    | 1,16   |  |  |  |
| Exprimés       | Exprimés               | Exprimés       | 53 589 | 98,84  |  |  |  |

#### Cinquième circonscription (Mamers)
|                | Pierre Gascher sortant réélu | RPR (UNM)      | 22 212 | 55,76  |  |  |  |
|                | Joseph Frapard               | PS             | 13 526 | 33,95  |  |  |  |
|                | Bernard Cosnard              | PCF            | 3 378  | 8,48   |  |  |  |
|                | Jean Havas                   | MRG            | 716    | 1,80   |  |  |  |
|                | Lionel Prouteau              | CCA            | 4      | 0,01   |  |  |  |
|                |                              |                |        |        |  |  |  |
| Inscrits       | Inscrits                     | Inscrits       | 54 581 | 100,00 |  |  |  |
| Abstentions    | Abstentions                  | Abstentions    | 14 131 | 25,89  |  |  |  |
| Votants        | Votants                      | Votants        | 40 450 | 74,11  |  |  |  |
| Blancs et nuls | Blancs et nuls               | Blancs et nuls | 614    | 1,52   |  |  |  |
| Exprimés       | Exprimés                     | Exprimés       | 39 836 | 98,48  |  |  |  |